# 2-es villamos (Miskolc)
A 2-es villamos Miskolc egyik villamosvonala. Útvonala jelentős részben megegyezik az 1-es villamoséval, egyben azzal az útvonallal, ahol 1897. július 10-én megindult a villamosközlekedés Miskolcon, így a Szent Anna-templomig a legrégebbi miskolci tömegközlekedési útvonalon halad.
A járat csak a tanítási napokon, csúcsidőben közlekedik. Az egyéb időszakokban az Újgyőri főtérről induló 9-es, 19-es, 29-es és 68-as járattal érhető el a Vasgyár.
A villamos a Tiszai pályaudvart köti össze az Újgyőri főtérrel, mégpedig úgy, hogy útvonala az Újgyőri főtér megállóig megegyezik az 1-es villamoséval, majd az Újgyőri piac előtt elkanyarodik a Vasgyárba, és onnan visszatérve áll meg az Újgyőri főtér oldalában kialakított végállomáson. Kelet-nyugati irányú, menetideje 20-26 perc.
A Zöld Nyíl program keretén belül pályáját felújították, emiatt huzamosabb ideig szünetelt. 2011. szeptember 1-jén újraindult a közlekedése a teljes vonalon.

## Története
Lásd még az 1-es villamos történetét.
Miskolcon már nem sokkal az első villamosvonal után kiépült a második, ez azonban nem azonos a mai 2-es villamos útvonalával: az 1-es villamoséra merőlegesen, észak-déli irányban haladt, eredetileg a Búza tértől a Népkertig, később Hejőcsabáig. 1951-ben, amikor bevezették a villamosok számozását, ez a járat kapta a 2-es számot, 1960-ban azonban megszüntették. (Erről a vonalról lásd: 2-es villamos (Miskolc, 1897–1960).)
A jelenlegi 2-es villamos 1964 óta közlekedik, amikor ez a járat kapta meg a 2-es számot (korábban ez volt az 1-es). Megállóhelyei akkor is ugyanazok voltak, mint ma, csak elnevezésük változott: Tiszai pályaudvar – Augusztus 20. Strandfürdő – Kun Béla utca – Ady-híd – Szemere utca – Tanácsház tér – Szabó Lajos utca – Eszperantó tér – Thököly utca – Béla utca – Gyula utca – Károly utca – Marx tér – Újgyőri piactér – Vasgyári gyógyszertár – Vasgyár.
2020 szeptemberében egy vonalhálózati revízió keretében az indító végállomás az Újgyőri főtérre került, ami csak annyiban hozott változást, hogy a villamosok eggyel több megállót jönnek, azaz teljesen bejárják a vasgyári hurkot. Az új végállomás a buszpályaudvar oldalában található, ily módon a 2-es villamos kétszer is megáll az Újgyőri főtéren.
2021. március 11-étől ideiglenesen nem közlekedik.
A 2021. április 17-től érvényes menetrend ismét tartalmazza, de csak a tanítási időszakban közlekedik a reggeli és délutáni csúcsidőszakban.

## Járművek
A vonalon nagyon sokáig az FVV CSM-2 és FVV CSM-4 járművek voltak kizárólagosan forgalomban, ez utóbbi típus ezen a vonalon közlekedett selejtezéséig. A régi bengáli becenevű járművek cseréje a Tátra villamosokkal kezdődött meg, de ezek leginkább csak az 1-es vonalon közlekedtek, bár 1991-ben néhány itt is közlekedett. A maradék bengáli leváltására Bécsből használtan vásárolt SGP E1-es villamos motorkocsik álltak forgalomba néhány c3-as pótkocsival kiegészítve. Ezek a vörös-fehér járművek 2003-tól kezdve egészen 2015-ig voltak forgalomban. A városba 2013-ban megérkeztek az új, alacsony padlós Škoda 26 THU 3 villamosok, és megkezdődött az SGP-k, majd a Tátrák fokozatos cseréje. Jelenleg már csak az új Škoda járművek közlekednek a vonalon.

## Követési ideje
Csak Hétköznap közlekedik csúcsidőben reggel 10-15 percenként,délután 15 percenként.

## Útvonala
| Tiszai pályaudvar ⇒ Újgyőri főtér | Újgyőri főtér ⇒ Tiszai pályaudvar |
| --- | --- |
| Tiszai pályaudvar vá. – Baross Gábor út – Bajcsy-Zsilinszky út – Széchenyi István utca – Városház tér – Hunyadi János utca – Tizeshonvéd utca – Győri kapu – Andrássy út – Újgyőri főtér – Andrássy út – Ballagi Károly utca – Lónyay Menyhért utca – Vasgyári út – Újgyőri főtér vá. | Újgyőri főtér vá. – Andrássy út – Győri kapu – Tizeshonvéd utca – Hunyadi János utca – Városház tér – Széchenyi István út – Bajcsy-Zsilinszky út – Baross Gábor út – Tiszai pályaudvar vá. |

## Megállóhelyei
| 0  | Tiszai pályaudvar            | 20 | 1, 1A 1, 3, 3A, 8, 21, 30, 31, 101B 80, 89, 90, 92, 94               | Tiszai pályaudvar |
| 2  | Selyemrét                    | 19 | 1, 1A 1, 3, 7, 21, 30, 31, 101B, Auchan 1                            | MÁV Rendelő, Selyemréti Strandfürdő, Selyemréti templom |
| 4  | Soltész Nagy Kálmán utca     | 18 | 1, 1A 1, 3, 4, 7, 101B                                               | Bláthy Ottó Villamosipari Technikum, Andrássy Gyula Szakközépiskola |
| 6  | Szinvapark / Centrum         | 16 | 1, 1A 3A, 12, 20, 20A, 20B, 24, 28, 32, 34, 35, 43, 44, 45, Auchan 1 | Belváros, Szinvapark, Centrum Áruház, Metropol, Batóház, Búza téri távolsági és helyközi buszállomás, KATEDRA Nyelviskola                                                                                   |
| 7  | Villanyrendőr                | 13 | 1, 1A 14, 28, 34, 35, 36, 43, 44, Auchan 1                           | Belváros, Szinva terasz, Miskolci Nemzeti Színház, Borsod Ingatlan, Tigáz |
| 9  | Városház tér                 | 11 | 1, 1A                                                                | Belváros, Városháza, Megyeháza, Hotel Pannónia, Magyar Tudományos Akadémia Székháza, Tourinform, Fráter György Katolikus Gimnázium és Kollégium, Zenepalota, Miskolci Galéria, Evangélikus Lelkészi Hivatal |
| 11 | Malomszög utca               | 9  | 1, 1A                                                                | Herman Ottó Gimnázium, Dísz tér |
| 12 | Szent Anna tér               | 7  | 1, 1A 29, 39                                                         | Szent Anna templom, Zrínyi Ilona Gimnázium |
| 13 | Thököly utca                 | 6  | 1, 1A                                                                | Magyar Autóklub, Korona Üzletház, Ifjúsági és Szabadidő Ház, Miskolci Városgazda |
| 14 | Balázs Győző tér             | 5  | 1, 1A                                                                | Lézerpont Látványtár, Szentpáli István Szakközépiskola és Szakiskola, Felsővárosi református templom |
| 16 | Gyula utca                   | 3  | 1, 1A                                                                | Orvosi rendelő, Újdiósgyőri Állategészségügyi Központ, Magyar Vöröskereszt |
| 17 | Károly utca                  | 2  | 1, 1A                                                                | Baross Gábor Szakközépiskola, Karacs Teréz kéttannyelvű leánykollégium |
| 19 | Újgyőri főtér (Vasgyár felé) | ↑  | 1, 1A 1, 6, 9, 16, 19, 21, 29, 39, 53, 54, 68, 101B                  | Autóbusz-állomás, Bükk Áruház, Vasas Művelődési Központ, Posta |
| 21 | Újgyőri piac                 | ↑  | 1 , 6, 53, 54                                                        | Vasgyári piac |
| 23 | Vasgyári Evangélikus templom | ↑  |                                                                      | Diósgyőr-vasgyári evangélikus templom |
| 24 | Vasgyár                      | ↑  | 9, 19, 21, 29, 39, 53, 67, 68, 101B                                  | Diósgyőri Acélművek, Factory Arena, SZTK |
| 26 | Újgyőri főtér vá.            | 0  | 1 , 6, 9, 16, 19, 21, 29, 39, 53, 54, 68, 101B                       | Autóbusz-állomás, Bükk Áruház, Vasas Művelődési Központ, Posta |

## Képgaléria

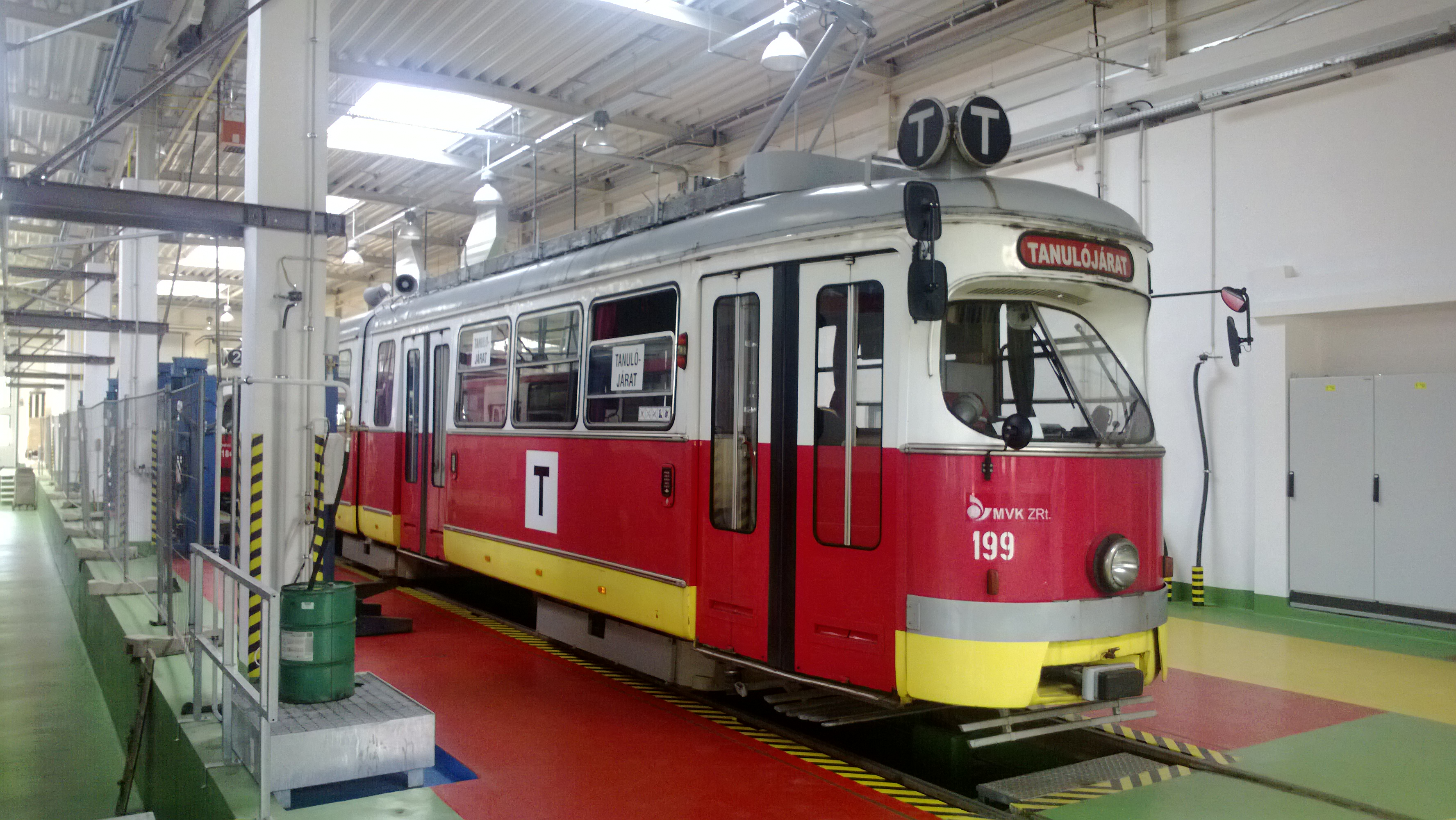
SGP villamos Tanulójáratként
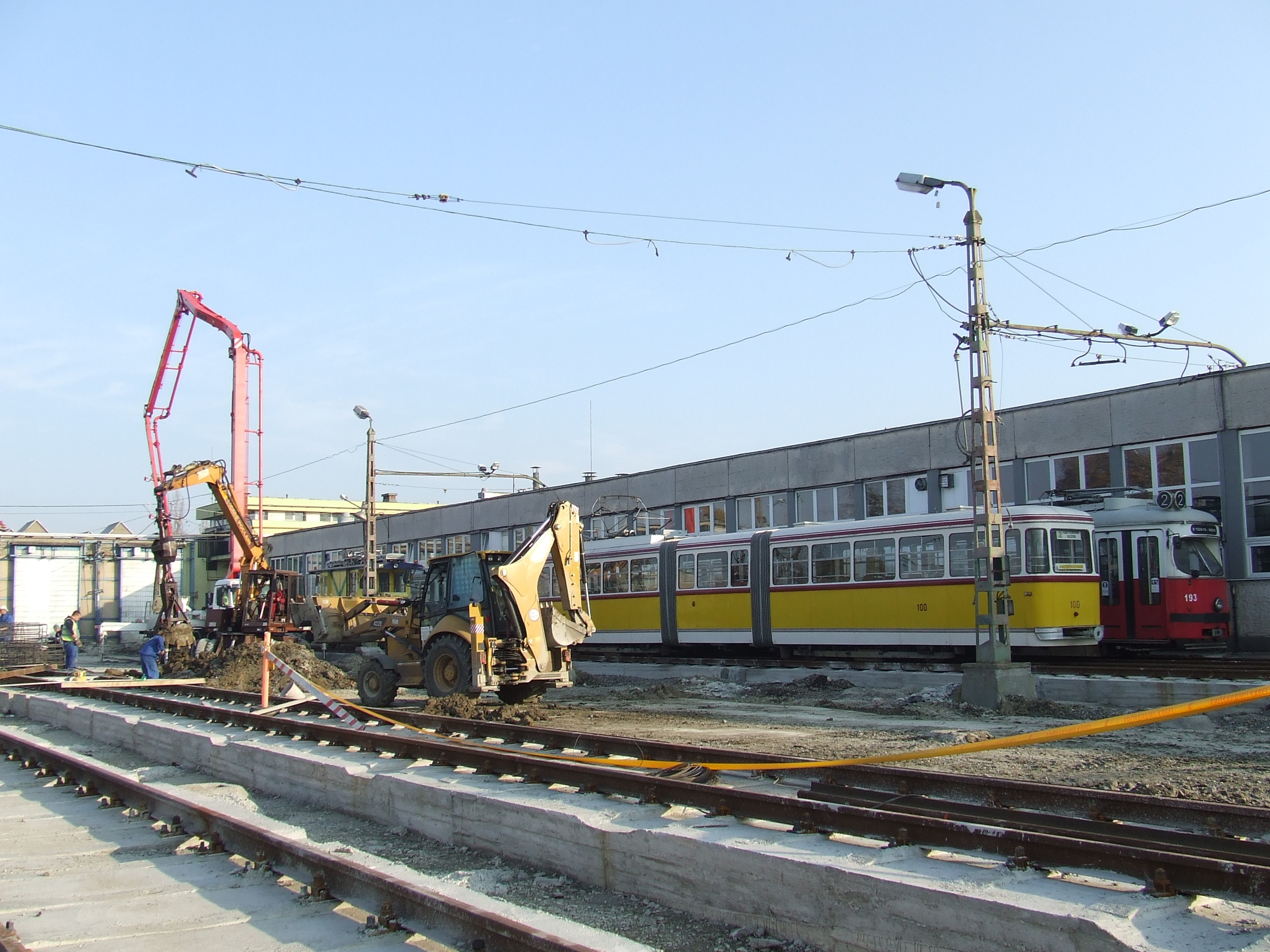
FVV CSM–2 és SGP E1 villamosok a kocsiszínben
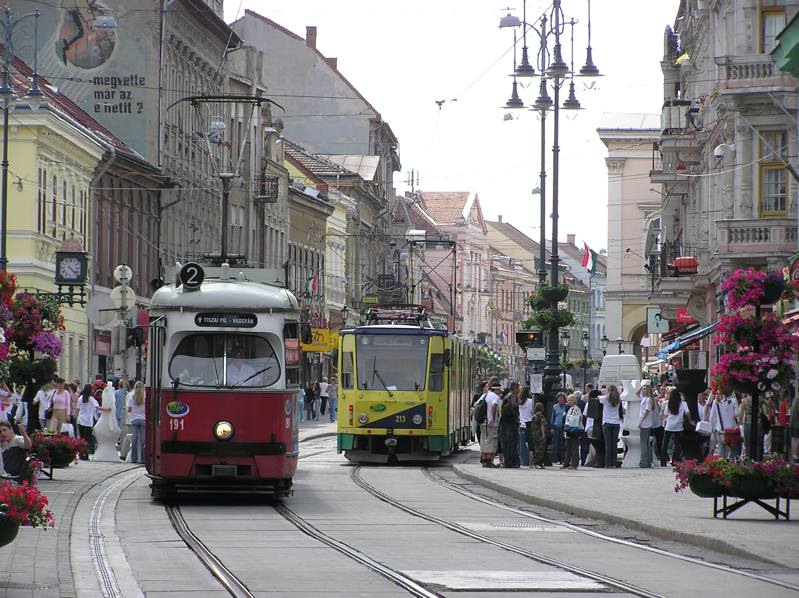
SGP villamos a Széchenyi István utcán
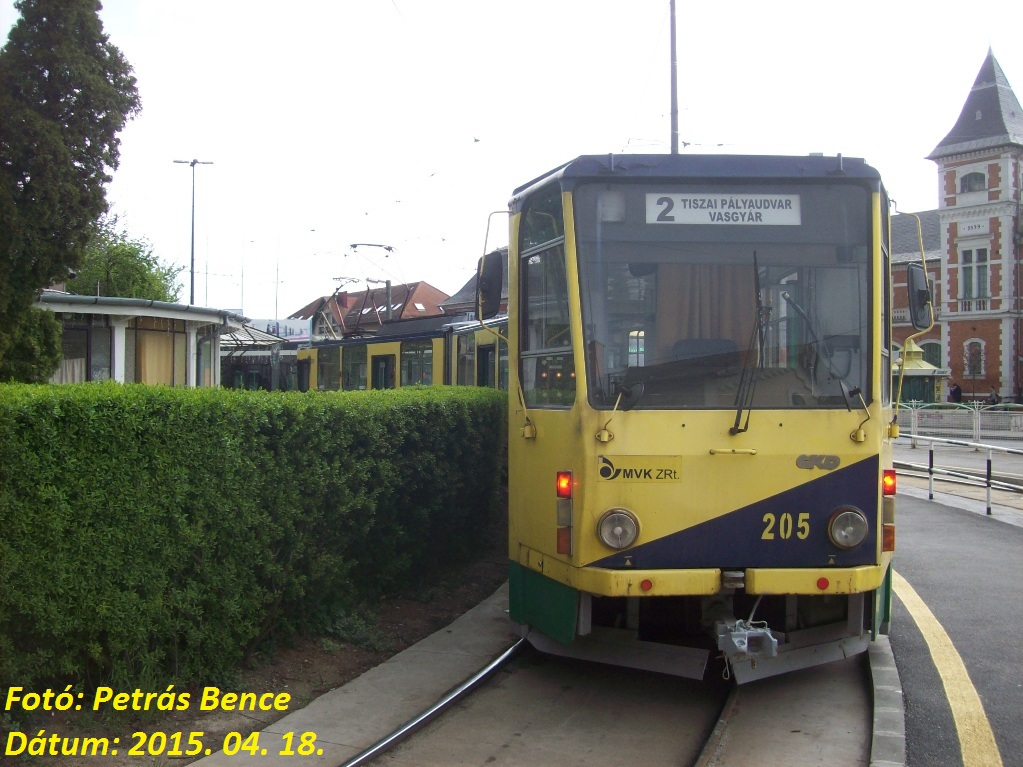
Tatra KT8D5 villamos a Tiszai pályaudvarnál
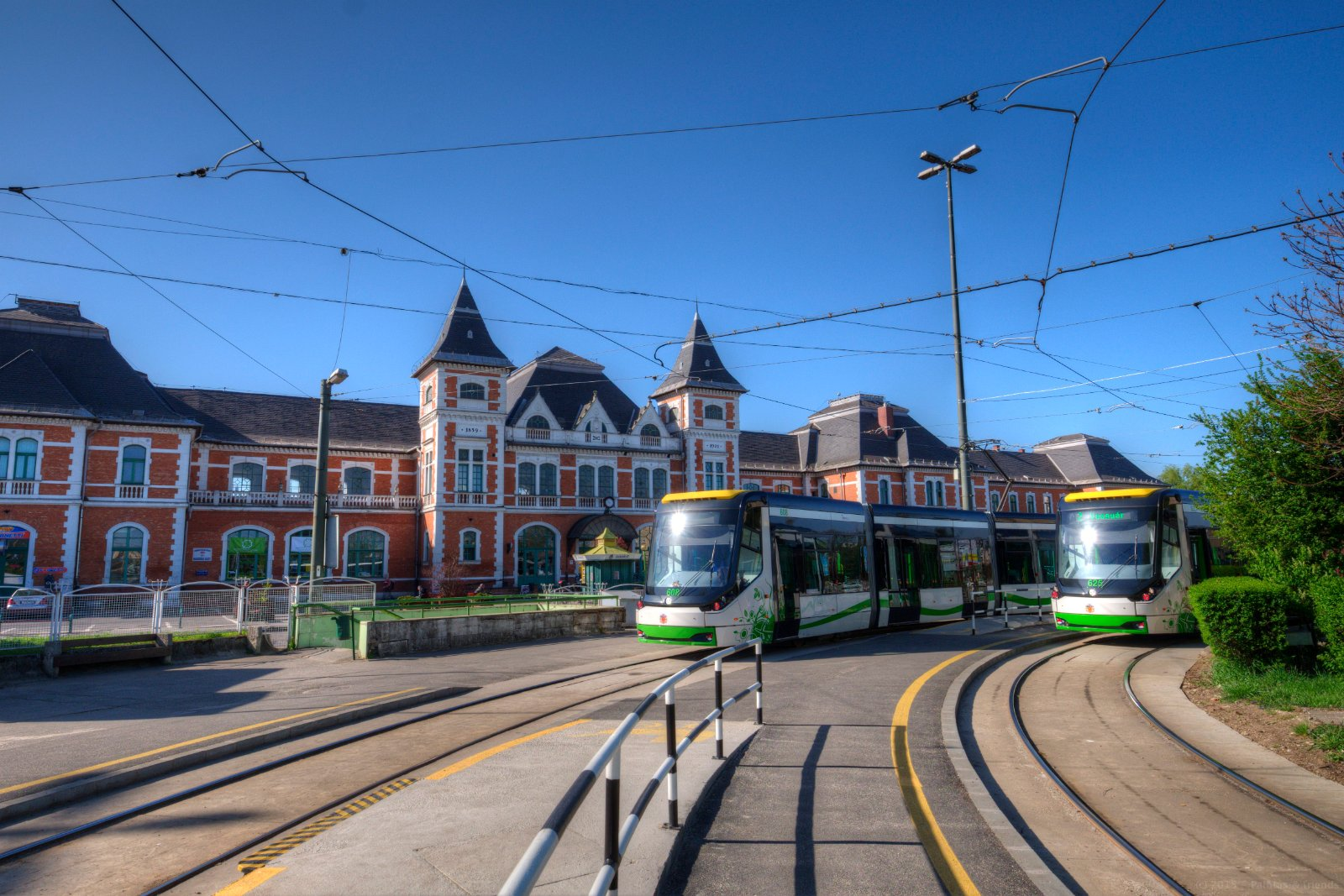
Škoda 26 THU 3 villamosok a Tiszai pályaudvarnál